# Теорема Бруна — Тічмарша
Теорема Бруна — Тічмарша — твердження аналітичної теорії чисел, яке визначає верхню межу розподілу арифметичної прогресії простих чисел. Названа на честь математиків Віґґо Бруна та Едварда Чарльза Тічмарша.
Теорема стверджує, що якщо {\displaystyle \pi (x;q,a)} дорівнює кількості простих чисел {\displaystyle p}, порівнюваних з {\displaystyle a} за модулем {\displaystyle q} при {\displaystyle p\leq x}, то:
{\displaystyle \pi (x;q,a)\leqslant {2x \over \varphi (q)\log(x/q)}}
для всіх {\displaystyle q<x}.

## Історія
Теорему доведено за допомогою методу просіювання Діном Монтгомері та Дороті Воном 1973 року. Результат Бруна та Тічмарша, створений раніше, є слабшою версією цієї нерівності (з додатковим множником {\displaystyle 1+o(1)}).

## Посилення
Якщо {\displaystyle q} відносно мале, тобто, {\displaystyle q\leqslant x^{9/20}}, то існує краща границя:
{\displaystyle \pi (x;q,a)\leqslant {(2+o(1))x \over \varphi (q)\ln(x/q^{3/8})}}.
Це показав Мотохасі, використавши білінійну структуру у залишковому члені решета Сельбергу, яку було відкрито ним же. Пізніше ідея використання структур у залишковому члені решета, завдяки розширенням комбінаторного решета Генриком Іванцем, була розвинена до основного методу аналітичної теорії чисел.

## Порівняння з теоремою Діріхлє
На відміну від теореми Бруна — Тічмарша теорема Діріхле про арифметичні прогресії дає асимптотичну оцінку, яку можна представити у вигляді:
{\displaystyle \pi (x;q,a)={\frac {x}{\varphi (q)\log(x)}}\left({1+O\left({\frac {1}{\log x}}\right)}\right)},
але ця оцінка може бути доведена лише при сильніших обмеженнях на {\displaystyle q<(\log x)^{c}} і для константи {\displaystyle c}, і це теорема Зігеля—Волфіця.